# Александър Бублик
Александър Бублик (Александр Бублик), латиница (Alexander Bublik) е казахстански тенисист роден в Русия.

## Биография
Александър Бублик е роден на 17 юни 1997 г. в Гатчина, Русия. Започва да играе тенис на четиригодишна възраст, трениран е от баща си Станислав.
Бублик и съпругата му Татяна Бублик имат син Василий, роден през 2022 г.

## Кариера

### Младша кариера
В юношеската обиколка, Бублик достига най-високо класиране в кариерата си под номер 19 и печели единадесет титли (шест на сингъл и пет на двойки) от веригата за юноши на Международната тенис федерация (ITF).

### Професионална кариера
През 2016 г. Александър Бублик се присъединява към няколко други играчи, като преминава да играе за Казахстан.
Бублик достига до световен номер 25 на сингъл в раглистата на Асоциацията на професионалистите по тенис (ATP), което постига през юли 2023 г., и е настоящият играч номер 1 в Казахстан. Той има най-високо в кариерата си класиране на двойки, като номер 47 в света, постигнато на 8 ноември 2021 г.
Бублик печели три титли от ATP Тур на сингъл и е подгласник в още шест финала. Той постига най-големия си успех на мейджър на Откритото първенство на Франция през 2021 г. като подгласник на двойки в партньорство с Андрей Голубев. С ръст от 1,96 м (6 фута 5 инча) Бублик е известен с мощния си сервис и води ATP Тур 2021 по брой сервирани аса през сезона. Неговото използване от на непредсказуеми удари с трикове и сервиране отдолу, му изграждат репутация на играч с капризен стил на игра.

## Кариерна статистика

### ATP финали (7 титли; 14 финала)
|        | П–З | Година | Турнир                  | Клас      | Настилка   | Опонент               | Резултат                |
| ------ | --- | ------ | ----------------------- | --------- | ---------- | --------------------- | ----------------------- |
| Загуба | 0–1 | 2019   | Зала на славата Оупън   | 250 серии | Трева      | Джон Иснър            | 6–7(2–7), 3–6           |
| Загуба | 0–2 | 2019   | Чънду Оупън             | 250 серии | Твърда     | Пабло Каренио Буста   | 7–6(7–5), 4–6, 6–7(3–7) |
| Загуба | 0–3 | 2021   | Анталия Оупън           | 250 серии | Твърда     | Алекс де Минор        | 0–2 отказва се          |
| Загуба | 0–4 | 2021   | Сингапур Оупън          | 250 серии | Твърда (з) | Алексей Попирин       | 6–4, 0–6, 2–6           |
| Победа | 1–4 | 2022   | Оупън Сюд дьо Франс     | 250 серии | Твърда (з) | Александър Зверев     | 6–4, 6–3                |
| Загуба | 1–5 | 2022   | Зала на славата Оупън   | 250 серии | Трева      | Максим Креси          | 6–2, 3–6, 6–7(3–7)      |
| Загуба | 1–6 | 2022   | Мозел Оупън             | 250 серии | Твърда (з) | Лоренцо Сонего        | 6–7(3–7), 2–6           |
| Победа | 2–6 | 2023   | Хале Оупън              | 500 серии | Трева      | Андрей Рубльов        | 6–3, 3–6, 6–3           |
| Победа | 3–6 | 2023   | Юръпиън Оупън           | 250 серии | Твърда (з) | Артур Фис             | 6–4, 6–4                |
| Победа | 4–6 | 2024   | Оупън Сюд дьо Франс     | 250 серии | Твърда (з) | Борна Чорич           | 5–7, 6–2, 6–3           |
| Загуба | 4–7 | 2024   | Дубай Тенис Чемпиъншипс | 500 серии | Твърда     | Юго Умбер             | 4–6, 3–6                |
| Победа | 5–7 | 2025   | Хале Оупън              | 500 серии | Трева      | Даниил Медведев       | 6–3, 7–6(7–4)           |
| Победа | 6–7 | 2025   | Суис Оупън              | 250 серии | Клей       | Хуан Мануел Серундоло | 6–4, 4–6, 6–3           |
| Победа | 7–7 | 2025   | Австрия Оупън Кицбюел   | 250 серии | Клей       | Артур Казо            | 6–4, 6–3                |